# Pourouma petiolulata
Pourouma petiolulata är en nässelväxtart som beskrevs av C.C. Berg. Pourouma petiolulata ingår i släktet Pourouma och familjen nässelväxter. Inga underarter finns listade i Catalogue of Life.